# 樂善堂梁植偉紀念中學
樂善堂梁植偉紀念中學（英語：Lok Sin Tong Leung Chik Wai Memorial School，簡稱梁中），是位於香港葵青區青衣長康邨第五期的一所津貼中學，由九龍樂善堂主辦，學校佔地約5000平方米。校內四社分別為愛（紅）、勤（黃）、仁（綠）、誠（藍）。樂善堂梁植偉紀念中學是樂善堂屬下第4所中學。。

## 校政管理
歷任校監
- ？至2021年：梁紹安先生
- 2021年至今：蘇裕康先生

歷任校長
- 1985年至2011年：黃志坤先生[4]
- 2011年至2015年：陳福根先生[4][5]
- 2015年至2019：黃連鳳女士[註 1][5][6]
- 2019年至今：陸詠宜女士

歷任副校長
- 黃可玲 女士[7]
- 陳福根 先生[8]
- 陸詠宜 女士[9]
- 黃連鳳 女士[10]
- 周淑芬 女士[11]
- 梁錦榮 先生[12]
- 鍾貴武 先生[13]
- 郭懿芬 女士
- 盧敬薇 女士

## 學校歷史與發展
1985年，梁植偉長子梁泳釗與其兄弟撥款贊助九龍樂善堂於青衣興建新校舍。為紀念香港恒生銀行的創始人梁植偉，該校定名為「樂善堂梁植偉紀念中學」。當時由同系的顧超文中學派出副校長黃志坤為創校校長，同年9月，學校只開辦中一及中四共十個班別。當中計有391名學生與16位教師。一年後，九龍樂善堂於4月8日邀請時任教育署署長梁文建主持創校開幕典禮。隨後數年間，梁泳釗家族捐款5萬元購置視聽器材一批以支援優質教育。又捐出港幣約49萬協助該校安裝禮堂空調系統。至1987年，樂善堂梁植偉紀念中學的第一屆中五畢業生參加香港中學會考，其中最優秀的學生考獲兩優三良的最好成績。學校的班級結構在翌年擴展到中一至中七共30個班別。當時學生計有1160人，而教師則有50位。
教育署於1991年邀請該校加入課程發展委員會，共同設計「旅遊科」的課程。隨著該校一直發展，學生在學習以及體藝方面都有顯著的成績。例如足球校隊獲2000年全港學界精英足球比賽亞軍。另外，學生在香港中學會考五科或以上合格率達到百分之八十，增值表現見於逾十二個科目。前教育統籌局局長羅范椒芬曾在2001年探訪樂善堂梁植偉紀念中學，並致函讚賞該校教師在教學上的努力與學生在公開比賽方面的優異成績。同年11月，《星島日報》刊登由家庭及學校合作事宜委員會出版的第三期〈中學概覽〉、關於全港58所高增值中學的報導，該校為其中一間得到正面評價的學校。此前，樂善堂梁植偉紀念中學曾於1994年至1997年因學生有顯著的增值表現而獲當時的教育署評為香港中文大學「學校效能研究」計劃高效能學校。2000年被教育署評為六大增值學校之一。而且，該校曾多次獲得「關愛校園」的獎項。
關於學校組織方面，樂善堂梁植偉紀念中學第一個學生會出現於1993年，後於1997年成立家長教師會。學校的銀樂隊在2003年擴大發展成為全港學界第一支風笛隊。為配合推行的校政管理政策，該校於2006年成立法團校董會。九龍樂善堂當年委任前主席張德忠出任學校的首任校監。同年，學校成立校園電視台「梁中校園電視隊」。主要透過報導校園動態與製作學術節目來促進校園內的學術氣氛。該學生組織曾在2008年參加中國中央電視台舉辦的「聖火過我家DV大賽」（迎接北京奧運的活動）中獲得「最佳導演獎」。近年，該校曾聘請香港中文大學和香港浸會大學的課程專家協助中文、數學與通識教育三個學科的教師共同構思新高中課程校本教材，以優化教學策略。自2010年起，學校在公開試都有學生取得優良成績。2019年獲梁氏家族捐出港幣80萬元支持以其家族命名的學校在科學、科技、工程及數學之發展，包括增設STEM實驗室和以環保為主題，鼓勵學生創作環保之科技產品。
2021年，樂善堂為翦除捐款家族對學校管治的影響力，大幅度更換學校的校董會成員，常年校監、樂善堂常務總理兼梁植偉長子嫡孫梁紹安被撤換，由樂善堂第二副主席蘇裕康接替。同時委任其他總理李茂銘、李培埡、黃影影、何震東以及前民政事務局局長徐英偉為辦學團體校董。

## 學校設施
樂善堂梁植偉紀念中學為一座連環型校舍，亦是全港最後一座在興建時沒有安裝通風櫥的同類校舍。此校於1990年興建有蓋操場的課室。至1995年梁泳釗家族為紀念創校十週年捐款興辦「蕙芳語言室」。由於得到「優質教育基金」撥款資助，學校於2000年興建一所健身室以發展「女子長跑健身」計劃。而校園內的新翼校舍於2005年興建。由時任教育局副秘書長劉利群於2006年主持落成啟用典禮。除此之外，校園內還設有英語學習中心、多媒體教學中心、電腦輔助學習中心、學生活動中心、舞蹈室、校史室、家長活動中心以及禮堂。更於2019年建立STEM教室。

## 校園組織
學會及團隊：
| (1)                                                                              | (2)                                                                                               | (3)                                                                        | (4)                                                                                | (5)                                                                          | (6)                                |
| -------------------------------------------------------------------------------- | ------------------------------------------------------------------------------------------------- | -------------------------------------------------------------------------- | ---------------------------------------------------------------------------------- | ---------------------------------------------------------------------------- | ---------------------------------- |
| - 中文學會 - 英文學會 - 數學學會 - 中史學會 - 西史學會 - 電腦學會 - 電腦傳藝學會 | - 地理學會 - 家政學會 - 普通話學會 - 科學學會 - 社會科學學會 - 旅遊學會 - 視覺藝術學會 - 校園電視 | - 攝影學會 - 舞蹈學會 - 音樂學會 - 體育學會 - 戲劇組 - 公益少年團 - 女童軍 | - 環保糾察隊 - 紅十字會青年團 - 少年警訊 - 社區服務小組 - 童軍團 - 銀樂隊 - 中樂團 | - 歌詠隊 - 田徑校隊 - 羽毛球校隊 - 籃球校隊 - 越野長跑隊 - 足球校隊 - 體操隊 | - 游泳校隊 - 乒乓球校隊 - 排球校隊 |

## 重要事件

### 校園非禮案
樂善堂梁植偉紀念中學於2010年曾發生男校工被指曾非禮一名女校工的事件。當時教育局與辦學團體聯絡後要求法團校董會向局方提交書面報告。事件緣於一名入職10年的陳姓校工在當年5月底從後熊抱一名新聘任、正在清潔課室的兼職女校工。女校工於是向時任副校長陳福根投訴，而陳姓男校工也承認犯案。校方原先計劃報警處理，並且解僱他。不過該校副校長指因為受害人反為男校工求情，所以決定只扣減他1000元月薪。他仍然可以繼續留校工作。事件發生後，副校長的處理手法受到校內教師非議，而時任校長黃志坤亦被指包庇該名男校工。其後，再有學生和已離職的女校工都聲稱曾經被陳姓校工非禮。時任副校長陳福根由整件非禮事件發生至解決後一直沒有向校董會滙報。

### 收取承辦商捐贈
至2011年，樂善堂梁植偉紀念中學又因收取小食部承辦商捐贈而見報。該小食部承辦商與學校簽訂了為期三年的服務合約，合約期由2009年9月10日至2012年8月31日。而當中的條款訂明承辦商在合約期內需要每年向校方捐贈5000元作為教育基金之用。另外，亦要捐贈一萬元贊助學生活動到會以及提供合共4萬5000元了該校美化兼改善校舍。同時每年又要向校方提供三次免費蒸餾水服務。由於事件違反教育局對學校進行商業活動指引的規定，辦學團體九龍樂善堂於是表明小食部承辦商毋須履行捐贈條款。

### 合約糾紛
2014年，樂善堂梁植偉紀念中學一名女教師凌佩怡任職學校通識科教師，合約期至2016年結束。校方決定終止合約後，該名教師指前任校長陳福根曾承諾，當兩年試用期完結後會將她轉為常額教師。但現任校長黃連鳳在女教師合約結束後沒有與她續約。女教師因此認為自己遭校方無理解僱，便入稟勞資審裁處。向樂善堂梁植偉紀念中學校董會索償約二十萬元的解僱後賠償金等費用。凌佩怡入稟法庭時控告校方及一名老師傷殘及性別歧視，並要求道歉及賠償。事緣她在2015年初因為工作弄傷腳部，需要接受物理治療。但是校長黃連鳳因其傷患而在於同年年底拒絕她擔任2016年度中學文憑試批卷員的申請。此外，在2015年9月至2016年1月期間，女教師指自己受到另一位男老師的性騷擾，以致她感到抑鬱焦慮，需要求醫。之後在同年4月，女教師透過其同於樂善堂梁植偉紀念中學任教的丈夫向校方就腳傷及性騷擾問題提出投訴。校長卻回覆不會再在2016至17學年續聘該名女教師。她認為校方處事不公正，便向平等機會委員會作出投訴。

### 校園縱火案
2020年7月24日凌晨0時58分，樂善堂梁植偉紀念中學大門遭黑衣人投擲兩枚汽油彈，造成校園外牆燻黑。葵青警區著手調查，在北葵涌和青衣上門拘捕23歲畢業生蕭永盛，以及分別16至18歲中四級學生張凱傑，關昊侃和鄭梓健。除了蕭永盛獲警方批准保釋候查外，3名中四學生被警方刑事起訴刑事毀壞，藏有攻擊性武器以及縱火罪，案件將於2020年12月23日於西九龍裁判法院再次提堂。到2022年5月11日，17歲男生在區域法院被法官林偉權裁定3項罪名表證不成立，獲得當庭釋放。而另一名19歲男生被裁定蓄意縱火罪表證成立。2022年6月23日，區域法院法官林偉權裁定19歲無業男生關昊侃縱火罪名成立，7月7日關昊侃在灣仔區域法院被判入教導所服刑。

### 教師確診2019冠狀病毒病
青衣樂善堂梁植偉紀念中學有教師確診，12月8日最後授課及不適，學校須停課及學生、教職員接受檢測。

### 無理解僱實習社工事件
2024年1月18日，著名Youtuber團體「JFFT」成員之一的「床哥」陳鈺麟在其個人Instagram帳戶發佈一則影片。不點名控訴自己在進行就讀香港專業進修學院（港專）社工系四年級的指定實習時，僅兩日便被港專以短訊書面通知遭實習學校的老師「聯署」要求解僱。陳在片中強調，實習前該校其中一名副校長早已知悉其Youtuber身份，實習期間亦一直有要求學生以其社工身份看待其。質疑該校老師因為其Youtuber身份先入為主而標籤其，又表示這是「人生中最不公義的一天」，並感到無奈。
影片發佈後引起公眾熱烈討論，留言區內不少藝人及Youtuber均有留言支持，更有網民迅速「起底」指出涉事中學為樂善堂梁植偉紀念中學。但亦有反對意見指出，他在Youtube直播及影片中經常使用粗言穢語，實習前一日的直播更談及召妓議題。指其意識不良，支持學校解僱決定。 
事件發生後迅速發酵，一日後（2024年1月19日）港專及學校辦學團體九龍樂善堂分別召開記者會及以書面回覆部份傳媒就事件解畫。 
港專：表示已與涉事中學合作兩年，日後會繼續合作。引用紀錄指涉事學生在去年暑假、涉及青少年的實習沒有收到來自合作機構的負評。又形容其平日課堂表現理想、「有初心」，學校相信其專業。目前正了解事件細節，並在和陳商討後已安排其於另一學校實習以完成畢業要求。 
九龍樂善堂：表示過去數年一直和大專院校合作，提供實習機會予社工系學生。該校於2022至23年度與港專合作，順利完成。今年度再為港專社工學生提供實習機會。經學校調查及了解後，並無社交平台言論所指有教師「聯署」致函港專要求辭退某實習社工一事。但承認有學校教師向港專教師反映，留意到該實習學生網上狀況，港專回覆指會跟進。涉事中學已因應事啟動危機處理小組，並教育局及港專交涉。樂善堂認為是次屬個別事件，會繼續和院校合作提供實習機會。 
除兩間涉事機構，香港社會工作學生聯會臨時行政委員會聯同多間大學的相關學系系會亦有發佈聯署聲明對此事件表示關注，批評涉事中學欠缺透明度。指出涉事學生在無有效理據及不知情情況下被調離中學，是程序不公及對該學生之學習機會的剝削。而涉事中學校內亦有傳聞流傳，有聲稱該校學生於社交平台threads指，不少老師對實習計畫不知情，更不了解實習社工之身份。

## 著名/傑出校友
政界及司法法律界
- 蔡騏：法政匯思召集人[51][註 4]
- 許碧喬（1990年中七）：香港事務律師[14][10]
- 劉燕琼（1991年中七）：香港法庭檢控主任[10]

演藝界
- 曾瑞珊：前無綫電視藝員
- 張潔蓮：前無綫電視藝員
- 陳蕊蕊：香港女藝人[52]
- 張盈悅：香港女演員[53]
- 楊珀麟：香港男子組合Faith成員[54]

教育界
- 徐慧敏（1998年中七）：香港科技大學化學系講師[55][14]
- 紀思輝（1992年中七）：順德聯誼總會翁祐中學校長[10]
- 蕭偉恒（2006年）：香港城市大學創意媒體學院兼任講師[14][10]
- 徐頌儀（1990年）：大埔循道衛理幼稚園長[10]

商界
- 林志陞（1998年中七）：環保磚廠創辦人、2009年香港十大傑出青年[56]
- 陳健鴻（1992年中七）：新世界發展策略規劃部副總經理、前AC尼爾森研究部總監[註 5]、現任樂善堂梁植偉紀念中學校友校董[14]

體育界
- 葉紹強（2005年中五）：香港田徑代表隊成員、2010年廣州亞運會中國香港代表團成員[55]
- 梁祺浩（2006年中五）：香港田徑代表隊成員、2010年廣州亞運會中國香港代表團成員[55]
- 李振豪（2008年中五）：香港空手道代表隊成員[57]
- 汪雙財：愉園體育會及葵青區足球會足球員[55]

## 外部連結
- 樂善堂梁植偉紀念中學校網 （页面存档备份，存于）
- 樂善堂梁植偉紀念中學 Facebook
- 樂善堂梁植偉紀念中學校園電視
- 樂善堂梁植偉紀念中學校友會
- 史上最多 近萬中學生罷課，香港蘋果日報，2014年9月30日 （页面存档备份，存于）
- 25周年銀禧校慶「傑出校友」展覽及短片